# Henri Djombo
Henri Djombo (ur. 1952 w Enyellé) – kongijski pisarz i polityk. Od 2016 do 2021 roku był ministrem rolnictwa, hodowli i rybołówstwa. W latach 1997–2016 był ministrem leśnictwa. Od 2002 roku jest deputowanym do Zgromadzenia Narodowego Republiki Konga, do którego trzykrotnie uzyskał reelekcję w pierwszej turze.

## Życiorys
Henri Djombo urodził się w 1952 roku w Enyellé w departamencie Likouala w Kongu. W latach 1971–1976 kształcił się w Leningradzie w Związku Radzieckim. Od 1977 roku był doradcą ministra gospodarki wsi (fr. ministre de l’économie rurale), a rok później pełnił stanowisko dyrektora ds. planowania w ministerstwie gospodarki wsi. W 1979 roku dołączył do Kongijskiej Partii Pracy. W latach 1980–1984 był ministrem ds. wód i lasów. Od 1986 do 1988 był ambasadorem Konga w Bułgarii. W 1989 roku dołączył do komitetu centralnego PCT. W latach 1989–1991 był dyrektorem generalnym Sucrerie du Congo. Od 2 listopada 1997 roku był ministrem gospodarki leśnej. W 1998 roku jego resort poszerzono o sprawy związane z rybołówstwem. Jego ministerstwo przechodziło kilkukrotnie zmiany, by finalnie w 2007 roku stać się ministerstwem leśnictwa.

### Zgromadzenie Narodowe
W wyborach parlamentarnych w 2002 roku został wybrany deputowanym do Zgromadzenia Narodowego, startując z list PCT w okręgu Enyellé uzyskał 96,98% głosów otrzymał elekcję w pierwszej turze. Reelekcję uzyskał również w wyborach parlamentarnych w 2007 roku zdobywając 99,21% głosów w pierwszej turze, a także w wyborach w 2012 roku, w których uzyskał 88,06% głosów w pierwszej turze. W wyborach parlamentarnych w 2017 roku uzyskał 99% głosów otrzymując reelekcję.
W 2006 roku minister ogłosił plany utworzenia dwóch nowych przyrodniczych obszarów chronionych, obejmujących prawie milion hektarów. Pierwszy obszar chroniony, miał nosić nazwę Ougoue-Lekiti National Park i leżeć w zachodniej części kraju, przylegając do Parku Narodowego Batéké Plateau w Gabonie. Drugi obszar chroniony miał nosić nazwę Ntokou-Pikounda National Park i znajdować się na południowy wschód od Parku Narodowego Odzala-Kokoua, znanego z jednej z największych populacji goryli na świecie. Park Ougoue-Lekiti został otwarty w 2018 roku, a Ntokou-Pikounda w 2012 roku.
30 kwietnia 2016 został powołany na stanowisko ministra rolnictwa, hodowli i rybołówstwa. Po utworzeniu nowego rządu, przez premiera Anatole Collinet Makosso, 15 maja 2021 roku nie został powołany do rady ministrów.
Od 2000 roku jest prezesem African Timber Organization (ATO). 9 lutego 2008 roku został wybrany na przewodniczącego prezydium Międzynarodowej Rady Koordynacyjnej Program "Człowiek i biosfera" UNESCO.

## Działalność pozapolityczna
Henri Djombo był prezesem Kongijskiej Federacji Aikido (fr. Fédération Congolaise d’Aïkido) oraz Kongijskiej Federacji Tenisa Stołowego (fr. Fédération Congolaise de Tennis de Table).

## Publikacje
- Sur la braise: roman. 1989. Brak numerów stron w książce[17]
- Le Mort Vivant. Présence africaine, 2000. ISBN 978-2708707047. Brak numerów stron w książce
- Lumières des temps perdus. Presence Africaine, 2002. ISBN 978-2708707375. Brak numerów stron w książce
- La Traversée. Les Éditions Hemar, 2005. ISBN 978-2915448023. Brak numerów stron w książce
- Vous mourrez dans dix jours. Presence Africaine, 2014. ISBN 978-2-7087-0877-8. Brak numerów stron w książce
- Le mal de terre: comédie en quatre tableaux. Les Éditions Hemar, 2014. ISBN 978-2-915448-56-6. Brak numerów stron w książce
- Le Cri de la Foret. LC Editions, 2015. ISBN 979-10-93510-51-4. Brak numerów stron w książce
- The Volunteers: A Comedy in Three Acts. Les Éditions Hemar, 2015. ISBN 978-2-915448-62-7. Brak numerów stron w książce
- Les bruits de couloirs: drame en cinq tableaux. Éditions Langlois Cécile, 2015. ISBN 979-10-93510-34-7. Brak numerów stron w książce
- You Will Die in Ten Days.... EHL Lena Book Publishing Ltd, 2016. ISBN 978-0995495203. Brak numerów stron w książce
- L’avenir est dans ma tête: Roman d'apprentissage. Le Lys Bleu Éditions, 2019. ISBN 978-2851138859. Brak numerów stron w książce
- On arrivera toujours quelque part: Roman. Le Lys Bleu Éditions, 2020. ISBN 979-1037705785. Brak numerów stron w książce